# Sympetrum chaconi
Sympetrum chaconi – gatunek ważki z rodziny ważkowatych (Libellulidae).